# گینزا (صنف)
گینزا (به ژاپنی: 銀座 Ginza)، انحصار نقره یا صنف نقره (زا (اصناف)) توسط شوگون‌سالاری توکوگاوا بود : ۱۸۶  که در سال ۱۵۹۸ میلادی ایجاد شد.
در ابتدا، شوگون‌سالاری توکوگاوا علاقه‌مند به تضمین ارزش ثابت سکه‌های نقره ضرب‌شده بود؛ و این منجر به احساس نیاز به رسیدگی به عرضه نقره شد.
این عنوان باکوفو (شوگون‌سالاری) یک آژانس نظارتی را با مسئولیت نظارت بر ضرب سکه‌های نقره و نظارت بر تمام معادن نقره، استخراج نقره و فعالیت‌های استخراج نقره در ژاپن مشخص می‌کند.